# Cele patru zile ale orașului Neapole
Cele patru zile ale orașului Neapole (titlul original: în italiană Le quattro giornate di Napoli) este un film dramatic italian, realizat în 1962 de regizorul Nanni Loy, bazat pe fapte reale. Este vorba de revolta încheiată cu succes a populației din Neapole (Patru zile ale orașului  Neapole), împotriva trupelor germane ocupante, în anul 1943, temă tratată și în cartea din 1956 a scriitorului  Aldo De Jaco, care stă la baza scenariului acestui film.
Protagoniști sunt actorii Raffaele Barbato, Gian Maria Volonté, Lea Massari, Jean Sorel, alături de numeroși figuranți din rândul populației. 

## Conținut
La 8 septembrie 1943, generalul armatei italiene, Pietro Badoglio, a semnat cu aliații Armistițiul de la Cassibile. Când știrea ajunge la Neapole, bucuroși, locuitorii orașului ies în stradă să sărbătorească evenimentul. Dar bucuria este de scurtă durată. Germanii văd contractul semnat ca o înșelătorie. Unitățile germane ocupă obiectivele strategice din oraș. După patru zile, ocuparea orașului este completă.
Germanii încearcă să mențină populația sub dominație prin represalii. Comandantul dispune executarea marinarului italian Livornese iar locuitorii trebuie să asiste la execuție în genunchi și să aplaude. Locuitorii bărbați între 5 și 50 de ani sunt duși în lagăre germane pentru muncă forțată.
Pe 28 septembrie are loc o revoltă la Napoli. Mișcarea de rezistență, fără un plan sau organizare, câștigă un număr mare de susținători din partea populației, astfel germanii trec în defensivă. Rebelii se luptă cu muniție ascunsă anterior și cu arme improvizate, construiesc baricade, amplasează lunetiști și aruncă grenade sub tancurile germane. Copilul Gennaro Capuozzo, care este ucis în timpul luptelor, este făcut erou. Patru zile mai târziu, la 1 octombrie 1943, Wehrmacht-ul german se retrage din Napoli. O zi mai târziu trupele aliate au intrat în orașul care fusese eliberat de proprii locuitori.

## Distribuție
- Raffaele Barbato – Ajello
- Charles Belmont – marinarul
- Silvana Buzzanca – Immacolata
- Luigi De Filippo – Cicillo
- Domenico Formato – copilul Gennarino Capuozzo
- Enzo Cannavale – un partizan
- Regina Bianchi – Concetta Capuozzo
- Aldo Giuffré – Pitrella
- Curt Lowens – oficialul neamț din stadion
- Pupella Maggio – mama lui Arturo
- Rosalia Maggio – femeia în primejdie
- Lea Massari – Maria
- Jean Sorel – Livornese, marinarul
- Franco Sportelli – profesorul Rosati
- Enzo Turco – Valente
- Gian Maria Volonté – căpitanul Stimolo
- Georges Wilson – directorul instituției de reeducare (a tinerilor delicvenți)
- Frank Wolff – Salvatore
- Raf Vallone –
- Eduardo Passarelli –
- Carlo Taranto – jucătorul de cărți

## Premii și nominalizări
- 1963 - Premiile Globul de Aur
  - Nominalizare la cel mai bun film într-o limbă străină (Italia)
- 1963 - Nastro d'argento
  - pentru cel mai bun regizor lui Nanni Loy
  - cel mai bun scenariu pentru Carlo Bernari, Pasquale Festa Campanile, Massimo Franciosa, Nanni Loy
  - cea mai bună actriță în rol secundar lui Regina Bianchi
  - Nominalizare la cel mai bun actor în rol secundar lui Gian Maria Volonté
  - Nominalizare la cea mai bună actriță în rol secundar pentru Lea Massari
  - Nominalizare cea mai bună coloană sonoră lui Carlo Rustichelli
- 1963 - Globo d'oro (italian)
  - Cel mai bun producător pentru Goffredo Lombardo
  - Nominalizare la cel mai bun film lui Nanni Loy
- 1963 - Laceno d'oro
  - cea mai bună regie lui Nanni Loy
- 1963 - Premiile Oscar
  - Nominalizare la cel mai bun film străin (Italia)
- 1964 - Premiile Oscar
  - Nominalizare la cel mai bun scenariu original lui Pasquale Festa Campanile, Massimo Franciosa, Nanni Loy, Vasco Pratolini și Carlo Bernari
- 1964 - Premiile BAFTA
  - Nominalizare la cel mai bun film străin (Italia)